# Margery
Margery – osada w Anglii, w hrabstwie Surrey, w dystrykcie Mole Valley. Leży 28 km na południe od centrum Londynu.